# Soraya Aracena
Soraya Aracena es una antropóloga de la República dominicana. Realizó una maestría en Estudios de las Antillas Mayores, con énfasis en Antrología en el Centro de Estudios Avanzados de Puerto Rico y el Caribe en 1994. Es la compiladora del clásico Presencia Africana en la Cultura Dominicana y Jaleo Dominicano, Música Tradicional Dominicana. Soraya Aracena es conocida por sus investigaciones sobre la cultura de las personas afrodescendientes de la República Dominicana. 

## Biografía
Es la fundadora de Los Festivales Antropológicos de Cultura Afroamericanas. 

## Publicaciones

### Libros
1997: Presencia africana en la cultura dominicana: IV FESTIVAL Antropológico de Culturas Afroamericanas: exposición de artes visuales. Santo Domingo: Centro Cultural Español, AECI, 1997,
1998: Jaleo Dominicano: Homenaje ha Luis Dias
1999:  Apuntes sobre la negritud en República Dominicana
2000: Los inmigrantes norteamericanos de Samaná. Helvetas asociación suiza para la cooperación internacional. Soraya Aracena
2001: altare. Kunst zum Niederknien. Jean-Huber Martin. Museum Kunst Palast Dusseldorf. 2.9.2001-6.1.2002. Amerika. Dominikanische Republik. p.272-277
2006: La ruta del esclavo. Comisión Nacional Dominicana de la Ruta del Esclavo. Editora Búho. La negritud dominicana en el siglo XXI. Soraya Aracena. pp. 425-430
2008 : Los inmigrantes norteamericanos de Samaná
2009 : Cuentos Folklóricos Dominicanos
2010: En clave afrocaribe : expresiones musicales de la población afrodescendiente de la costa Caribe de Centroamérica, República Dominicana y Haití

### Vídeos
1997: Los cocolos de San Pedro de Macorís
2004 : Expresiones de fe: La religiosidad popular dominicana

### Artículos
Contemporaneidad dominicana-Catalog of the 2005-2006 Traveling Exhibit